# Juan N Kampfner

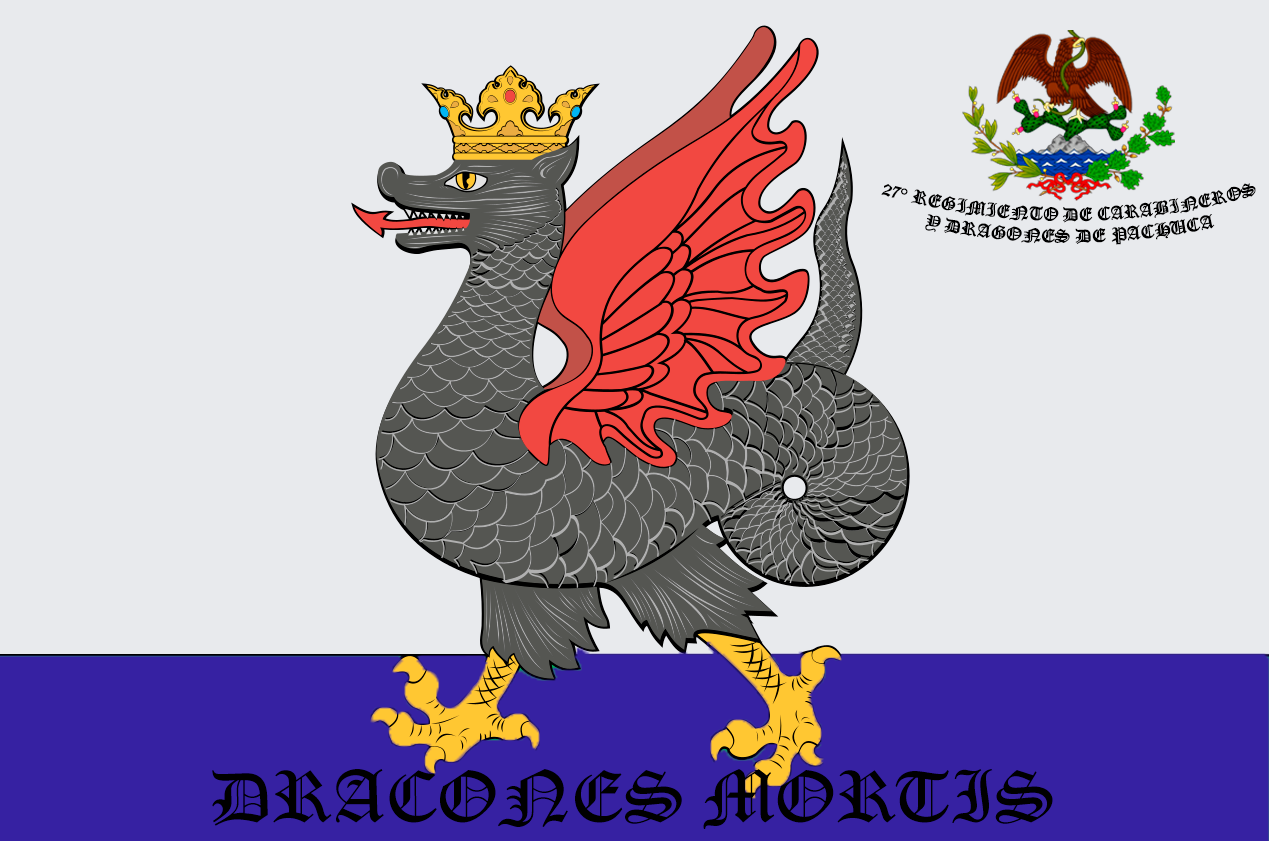
Bandera presuntamente usada por los carabineros de Pachuca durante la Guerra de Reforma y La intervención Francesa. Esta siendo propuesta por el General Kampner

Juan Nepomuceno Kampfner ( Kämpfer, Kampfer, Kanpher o Kamphner) nació en Mineral del Chico en el Estado de Hidalgo (en ese entonces Segundo Distrito del Estado de México) hijo de padres inmigrantes alemanes. Fue un militar mexicano que estuvo activo durante la Intervención francesa en México y la República Restaurada, partícipe de batallas como la batalla de Pachuca, batalla de Apan, batalla de Puebla y la batalla de Casas Quemadas.

## Biografía
Juan N. Kampfner nació en Mineral del Chico actual Estado de Hidalgo, fue hijo de padres inmigrantes alemanes de la ciudad de Baden-Baden, su padre trabajo en la Compañía Real del Monte y Pachuca, curso sus primeros estudios en la escuela de esa compañía pero posteriormente la terminaría abandonando; se sabe también que desde muy chico le gustaba más andar a caballo por lo que decidió abrazar el camino de las armas y se enlista en la milicia.
Se le suele describir de alta estatura, ojos azules, semblante de facciones recias pero de trato afable y movimientos agiles. Bastante carismático.

## Carrera militar, guerra de reforma y la Batalla de Pachuca
En 1857 al inicio de la Guerra de Reforma formando parte en la brigada Carbajal, tendría como su zona de operaciones la zona de Mineral del Chico, Apan, Ixmiquilpan, Tulancingo y Pachuca de Soto

### Batalla de pachuca de 1861
En la mañana del 20 de octubre de 1861, las fuerzas conservadoras de Márquez y Zuloaga entraron al poblado de Pachuca, ocupando de manera temporal esta plaza, ya que aquí se encontraban las fuerzas liberales del ahora coronel Kampfner, los generales Tapia, Mejía y Díaz se enteraron de la llegada de Márquez a Pachuca, por lo que desplegaron cuerpos militares con el objetivo de derrotar a las tropas conservadoras.
El informe de Mejía a Zaragoza redacta lo siguiente: "El 19 A las tres de la mañana salimos de esa Capital y llegamos a Tizayuca a las cuatro de la tarde reuniéndosenos media hora después la Brigada de San Luis. Allí se dieron unas horas de descanso y a la una de la mañana del siguiente día emprendimos nuevamente la marcha hacia Pachuca donde teníamos noticia que había llegado el enemigo el día 19. Tres leguas antes de llegar a esta población supimos que los enemigos todavía la ocupaban y al momento determinó el Sr. Gral. D. Santiago Tapia que continuara yo la marcha con la infantería mientras él se adelantaba con las caballerías á impedir la fuga de los enemigos dejándome las instrucciones con que debía atacar la población si se lograba entretenerlos en ella. No tubo efecto este primer plan porque los enemigos sacaron anticipadamente sus infanterías hasta Real del Monte, y de allí las trajeron a situar sobre las mejores posiciones del camino que como Usted sabe esta precisado a una cuesta de dos leguas de distancia dominando preminencias que forma el espinazo del cerro en cuya falda está abierto el camino"
Por su parte Porfirio Díaz narra en sus memorias: "Poco después de nuestro arribo a la capital, supo el gobierno que Márquez, con una columna formada por los restos de Jalatlaco y otras partidas que había recogido de Querétaro y San Luis, llegaba a Pachuca, y que la columna del general Santiago Tapia (...) era insuficiente para batirlo y ordeno que otra columna formada con los batallones de Oaxaca y lanceros del mismo estado, a las ordenes del general Mejía, de la que yo era mayor general, marchara a ponerse a las del general tapia"
El número de fuerzas de infantería de los conservadores era de dos mil hombres aproximadamente; ante este ocupación, el militar liberal Kampfner, decide enviar una carta desde Pachuca al ministro de guerra y marina, Ignacio Zaragoza, informándole de la situación, refiriéndose especialmente «“a que en pocas horas sería atacado”» y que decidía quedarse en Pachuca, se adhirieron algunos ciudadanos conformando un ejército de aproximadamente 1500 personas.
La correspondencia fue interceptada, evitando que las cartas llegaran a la Ciudad de México para dar parte de lo que acontecía y las diligencias fueron suspendidas entre la Ciudad de México y Pachuca por temor de que fueran objeto de asaltos a los pasajeros. El general Tapia desplazó infantes y elementos de caballería en los alrededores de la ciudad, mientras que el general Márquez se movió en dirección al camino de Mineral del Monte, donde también hizo lo mismo el coronel Díaz, llegando a un lugar conocido como la Cruz de los Ciegos.
El general Tapia comenzó atacando desde la población de Pachuca obligando a retroceder a Márquez hacia el camino de Real del Monte, donde se posicionó en un lugar llamado "la cruz de los ciegos", se realizó intercambio de disparos y dos cargas del batallón de rifleros, incluso llegando a usar el mismo Porfirio una parte de los carabineros para ocupar el tercer cerro en la batalla. El combate duro siete horas según Mejía y no paro hasta lograr diseminar al grupo militar conservador, obligándolos a huir en dirección de Atotonilco el Grande siendo perseguidos por los "Lanceros de Oaxaca" y los "Carabineros de Pachuca" hasta perderles la pista en Mineral del Monte. Porfirio Díaz se quedó en Mineral del Monte, entre cuatro y cinco días, para enterrar a los soldados muertos y poner a los heridos en un hospital para su recuperación; se cree que en este punto Zaragoza logra ganarse a los carabineros de Pachuca durante su posterior estancia en Real del monte.

## Segunda intervención francesa, batalla del 5 de mayo y posterior estado de sitio.

### Batalla de Puebla
Ante la invasión de Napoleón III en 1862 con el pretexto del cobro de la deuda, el avance de las tropas francesas al interior de la república y después de la derrota en Batalla de Las Cumbres,Ignacio Zaragoza hace un esfuerzo y consigue reunir a duras penas un contingente de poco más de 2,000 hombres entre guardias nacionales locales y voluntarios de los pueblos de Tetela de Ocampo, Xochiapulco y Zacapoaxtla. Entre las guardias nacionales reclutadas se encontraban los carabineros de Pachuca al mando del general Antonio Álvarez. Siendo Kampfner coronel al servicio de Álvarez fueron consignados a órdenes de Felipe Berriozábal posicionado del lado izquierdo del campo de batalla, cuyas órdenes eran las de resguardar los fuertes de Loreto y Guadalupe.
En su parte del combate el general Álvarez escribe: ”recibí nueva orden para colocar en paraje conveniente el cuerpo permanente de carabineros” y en el mismo documento en parte anterior dice: “pero siendo necesaria la presencia de una parte de esta caballería a inmediaciones de los cerros Guadalupe y Loreto que se hallaban fuertemente atacados por enemigos de la Patria”. 
Sería durante el segundo asalto del cuerpo francés donde los carabineros tendrían su momento de protagonismo al cargar contra los restos de la columna francesa que atacó directamente contra los fuertes. De esta acción se señalan dos testimonios. 
El de Berriozábal: "la presencia y el arrojo con que el valiente General Álvarez cargó en el poco terreno de que podía disponer bastó para que el enemigo no volviera su ataque de frente”
Y la del propio Álvarez:  “Omito a usted hace recomendación especial de alguno de mis subordinados porque me consta que todos ellos empeñaron en cumplir con su deber”

### Las acciones después de la batalla
El 24 de diciembre de 1862 marcha de Ixmiquilpan con una sección de 600 infantes a incorporarse al ejército del centroDesde aquí se le pierde el rastro por un momento al Cnel. Kampfner.

### Estado de sitio del segundo distrito
La siguiente mención del coronel sería un 13 de marzo de 1863 cuando el Sr. Manuel de la Peña y Ramírez en calidad de gobernador del segundo distrito cae prisionero y estando recluido en Zacualtipán, le escribe una carta forzado por Lezama, quien le exigía que pidiese al coronel cesar las hostilidades en la plaza de Molango donde presuntamente se había situado. 
Sres. Kampfner, Campuzano, Téllez Jirón y Noriega.
Zacualtipán, Marzo 13 de 1864
Apreciables amigos y compañeros:
El Sr. Romero me ah dicho que tratan Vds. de atacar esta plaza y que a los primeros seremos fusilados. En obsequio de las vidas de las personas que me acompañan, me ah parecido manifestar a vdes. lo expuesto

Soy etc.
De dicha carta los jefes mencionados contestaron que "No creían que se cometiese tal infamia, supuesta la capitulación, pero que a pesar de todo cuanto pudiese suceder", ellos cumplían con su deber". Sin embargo, el coronel Kampfner, en obsequio de sus amigos, suspendió sus acciones en Zacualtipán hasta el 7 de abril, en que ya no estaban aquellos en ese punto
A partir de aquí se le menciona fugazmente como dirigente de las fuerzas republicanas en la sierra y la huasteca, también es cuando ostenta el título de gobernador interino después de que Peña y Ramírez fuera hecho prisionero en Zacualtipán, sin embargo Kampfner dejaría el mando, por lo que de la Peña y Ramírez lo reprendería severamente por su conducta.En 1865 cae prisionero, sin embargo logra fugarse y se incorpora en las filas de Berriozabal.

### Batalla de casas quemadas
Ante la negativa de Napoleón III de seguir proporcionando apoyo al Segundo Imperio mexicano, Maximiliano ordena un estado de sitio y replegar las fuerzas al centro, de este modo los destacamentos extranjeros solo custodiaban las rutas, en este punto hubo fricciones entre el contingente de la Legión austro-húngara y los pobladores de Omitlánjunto con los inmigrantes venidos de Cornualles. Aprovechando la situación para tomar la plaza de Pachuca, el coronel. José María Pérez con su grupo de Chinacos apodados "Lanceros de Sierra Alta", buscando el apoyo del general Nolasco Cruz, Antonio Reyes y el general Felipe Ángeles Melo, padre de Felipe Ángeles. José María Pérez se apodera de la plaza de Real del Monte a la espera del resto del contingente republicano. Se dice que Kampfner estuvo ahí fomentando la discordia entre cornuallenses y austro-húngaros por el paro de sus actividades mineras y económicas.
El 8 de noviembre de 1866, se envió a unos exploradores por el camino a Pachuca, con el fin de provocar a los austriacos que, aceptando el reto, persiguieron a los chinacos hasta el Bosque el Hiloche, donde ya eran esperados por las tropas al mando de José María Pérez. Así al ser recibidos por una descarga cerrada que los hizo retroceder, siendo atacados también por los mineros nacionales y extranjeros, percibieron como única salvación, fortificarse en una vieja casona conocida como el Rancho de "Los Britos" y en efecto, ahí desistieron heroicamente; pero entonces el coronel Pérez tomo una botella de aguarrás y cubierta de trapos, les prendió fuego y al trote de su caballo se fueron de la casona y arrojando la tea improvisada sobre el techo lo convirtió en hornaza, de manera que cuando quisieron escapar, llegaron los chinacos al mando su hermano el coronel Jesús Pérez, quienes con sus fusiles forzaron las puertas y entraron a aniquilar a los invasores que no habían muerto en el incendio. 

## República restaurada y muerte
Finalizando la Segunda intervención francesa en México, Kampfner sería jefe de rurales y se dedicaría ahora a combatir a los bandoleros Noriega Fábregas, Lozano, Domínguez y Landeros y Vega, que merodeaban estos lugares
También combatió grupos a reaccionarios que buscaban desconocer al presidente Benito Juárez, uno de ellos en la localidad de Capula en Mineral del Chico
Falleció el 27 de noviembre de 1875 en Ciudad de México.